# Gunnar Gren
Gunnar Gren (Gårda, 31 d'octubre, 1920 - Annedal, 10 de novembre, 1991) va ser un destacat futbolista suec i entrenador de futbol. És considerat un dels més grans futbolistes suecs de tots els temps.

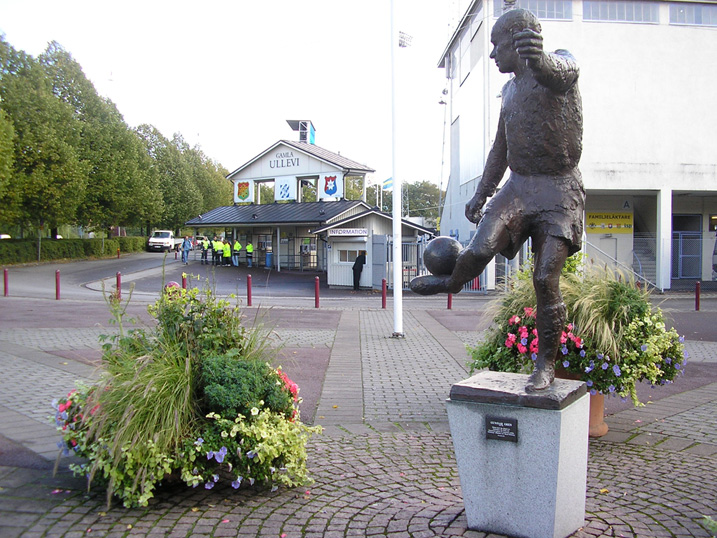
Estàtua de Gunnar Gren a l'exterior de l'estadi Gamla Ullevi.

Fou un dels integrants del famós trio de davanters del Milan i de la selecció sueca anomenat "Gre-No-Li", junt a Gunnar Nordahl ('No') i Nils Liedholm ('Li'), però també destacà com a com a migcampista ofensiu. Amb el IFK Göteborg guanyà la lliga sueca i fou escollit millor futbolista suec l'any 1946. El 1949, fitxà pel AC Milan, amb qui guanyà la lliga italiana de 1950-51. Va jugar 133 partits a la Sèrie A i va marcar 38 gols. El 1953 fitxà per la Fiorentina, amb qui va jugar 55 partits i va marcar cinc gols i el 1955 passà a jugar al Gènova on va jugar 29 partits i va marcar dos gols.
Amb la selecció sueca debutà el 1940 i hi jugà fins al 1958, amb un total de 57 partits disputats i 32 gols marcats. Fou finalista de la Copa del Món de Futbol 1958 i medalla d'or a les Olimpíades de 1948 de Londres.
Un cop retirat, Gren entrenà diversos clubs com el IK Oddevold i el GAIS. També fou co-entrenador de la Juventus FC l'any 1961.
Gren va morir deu dies després del seu 71è aniversari i es troba enterrat al Västra Kyrkogården (Cementiri Occidental), Göteborg, Västra Götaland, Suècia.